# Marcial Calleja
Marcial Calleja y Casitas (Malinao, 22 de agosto de 1863–5 de mayo de 1914), fue distinguido jurisconsulto filipino. Miembro del Foro Filipino, como letrado desempeñó distintos cargos durante la soberanía Española, el gobierno Filipino y el Americano. 

## Biografía
Calleja Nació el 22 de agosto de 1863 en Malinao, Albay, hijo de Juan Calleja y Silvestre Casitas. Era el más viejo de tres niños.
Calleja estudió en el Colegio Seminario de Nueva Cáceres para su segunda enseñanza (educación secundaria), y más tarde tomó un curso de filosofía en la misma institución. Se fue a Manila para seguir sus estudios en la Universidad de Santo Tomás. En 1885, recibió su diploma de agrimensor, y en 1894, el de abogacía.

### Carrera profesional
A los pocos meses de haber obtenido el título de Agrimensor, fue nombrado Perito Tasador del Estado en la provincia de Laguna, cuyo empleo desempeñó hasta 1891. En este último año, fue asignado Secretario de Ayuntamiento, a través de un examen competitivo, de las provincias de Batangas y Albay. De 1894 hasta 1895, fue nombrado Secretario de la Junta Central de Albay en la Exposición Regional de Filipinas que se realizó a Manila en 1895. 
En 1898, siguió siendo secretario de ayuntamiento de la provincia de Albay, pero bajo el Gobierno Revolucionario Filipino. En septiembre del mismo año, fue Consejero de Justicia, Juez instructor, Asesor de Guerra de la Junta Revolucionaria. 
En la mañana del 22 de diciembre de 1898, después que los dirigentes locales de Albay prometieron su lealtad ante el presidente Emilio Aguinaldo, Marcial Calleja, junto con Salvador Vivencio del Rosario, fueron elegidos como representantes en el Congreso de Malolos y signatarios de la Constitución de Malolos.
Calleja fue capturado como revolucionario durante la Guerra filipino-estadounidense en julio de 1900. Después de su liberación, se unió al Partido Federal, que lo nombró Fiscal Provincial de Albay el 13 de mayo de 1901, convencidos de lo que valía como Abogado. Fundó al mismo tiempo, una Escuela de Derecho preparatoria para los exámenes de candidatos al ejercicio de la profesión. Tomó parte en las discusiones relativas a la adopción del Código Municipal y de la Ley Provincial, y muchas de sus observaciones fueron tenidas en cuenta. En 1904, fue nombrado Comisionado honorario de la Exposición Universal de Saint-Louis en Estados-Unidos, bajo el Dr. Trinidad Pardo de Tavera. Calleja recibió una medalla de oro de honor, durante la dicha exposición.
El año siguiente, el 1 de abril de 1905, fue nombrado Fiscal Auxiliar, en la Fiscalía General de Filipinas. Desempeñó este puesto hasta su dimisión el 21 de diciembre de 1908. 
En 1909, Calleja estuvo de vuelta en Albay conduciendo clases de revisión para los estudiantes que toman los exámenes de barra. En el mismo año,  fue elegido Diputado por el primer Distrito de Albay durante la Segunda Asamblea Filipina. 

### Vida personal
Calleja estuvo casado con Teresa Asenjo, con quien tuvo ocho niños. Uno de sus niños, Ambrosio Un. Calleja, fue más tarde abogado y miembro de la Convención Constitucional de 1934 a 1935. 
En enero de 1910 contrajo la parálisis que lo llevó al sepulcro, después de haberle tenido postrado en cama cuatro años, el 5 de mayo de 1914. Su cuerpo yace enterrado en Cementerio de La Loma en Manila.
Marcial Calleja forma parte de la "Hall of Fame" de la Universidad de Santo Tomás (Filipinas) (26 de agosto de 1979).